# Realmonte
Realmonte é uma comuna italiana da região da Sicília, província de Agrigento, com cerca de 4.419 habitantes. Estende-se por uma área de 20 km², tendo uma densidade populacional de 221 hab/km². Faz fronteira com Agrigento, Porto Empedocle, Siculiana.
Além de sua maravilha natural, a Mina de Sal Realmonte também contém uma igreja completa incorporada nas suas profundezas, com altar, degraus, afrescos e crucifixo, tudo meticulosamente esculpidos no próprio sal pelos mineiros. A igreja é capaz de acomodar até 800 pessoas.

## Demografia
| Variação demográfica do município entre 1861 e 2011                               |
|                                                                                   |
| Fonte: Istituto Nazionale di Statistica (ISTAT) - Elaboração gráfica da Wikipedia |